# Serdiana
Serdiana település Olaszországban, Szardínia régióban, Cagliari megyében. Lakosainak száma 2660 fő (2023. január 1.). Serdiana Monastir, Sant’Andrea Frius, Sestu, Settimo San Pietro, Soleminis, Ussana, Dolianova és Donori községekkel határos.

## Népesség
A település lakossága az elmúlt években az alábbi módon változott:
| Lakosok száma | 2646 | 2673 | 2660 |
|               | 2017 | 2018 | 2023 |